# Retrato de la familia Anguissola
El Retrato de la familia Anguissola es una pintura de Sofonisba Anguissola, en el cual aparecen representados su padre Amilcare, su hermano Asdrubale y su hermana Minerva que, cuando Vasari vio la pintura, había fallecido. Debido a la edad que aparenta Asdrubale, nacido en 1551, la pintura se fecha en 1558.

## Historia
Esta pintura fue admirada y descrita por Giorgio Vasari que, para actualizar la segunda edición de su Vite, hizo un viaje por el norte de Italia y paró también en Cremona, en la propia casa de los Anguissola, donde el Retrato de la familia Anguissola estaba entonces. Escribió Vasari, en su Vite: «En otro cuadro se ve retratado por la misma Sofonisba el señor Amilcare su padre, que tiene por un lado una hija suya, su hermana, llamada Minerva, que en pintura y en letras fue rara, y del otro Asdrubale hijo del mismo, y su hermano; y estos también tan bien hechos, que parece que respiran y están vivos.»
Mencionado en las colecciones Borghese en 1650, el Retrato de la familia Anguissola se puso a la venta en París en 1819 y probablemente en esa ocasión fue adquirido por el pintor danés Wilhem Marstrand que lo cedió al museo de Nivå, como obra de pintor desconocido. En 1904 Theodor von Frimmel identificó que la autora era Sofonisba Anguissola. Tal reconocimiento fue incorporado en el diccionario de artistas Thieme-Becker en 1907.
El cuadro fue expuesto en 1911 en la exposición Muestra del Retrato italiano, en Florencia. En 1985 volvió a Cremona, a la exposición Campi y la cultura artística cremonesa del Cinquecento. En 2019-20 fue una de las piezas más destacadas de la exposición del Museo del Prado Historia de dos pintoras: Sofonisba Anguissola y Lavinia Fontana , para la cual fue restaurado en el museo madrileño.

### Descripción
Las figuras aparecen vistas al natural, comprometidas en recíprocas relaciones de protección y ternura. Retrato de la familia Anguissola de hecho ha sido así descrito: «Afectuoso retrato de tres miembros de una misma familia, esta obra capta las similitudes y las diferencias de personalidad y las encuadra en una composición ambiciosa.»
En la composición se aúnan formas áulicas y dinásticas, típicas de los retratos de familias reales, con las más íntimas de los retratos de familias nobles y de la alta burguesía. No falta el perro, símbolo de lealtad y de amistad.
En la casa Anguissola también las hijas tuvieron la posibilidad de estudiar, de perfeccionar sus talentos, de participar luego en la vida cultural ciudadana. Minerva fue una joven culta, excelente en poesía, filosofía y elocuencia. Las Anguissola pertenecían a la clase alta y en la familia se cuidaba la formación femenina. Las pinturas de Sofonisba Anguissola y sus hermanas no eran pagadas, sino donadas o regaladas.
Minerva, elegante en su vestido adamascado azul, con una mano sostiene la amplitud de la falda y con la otra estrecha un manojito de flores. Ya había sido retratada antes por su hermana Sofonisba en la Partida de ajedrez, pintada en 1555. Asdrubale, con su espada corta, sus finos guantes de cuero, tiene la actitud segura del vástago de una familia noble y respetada. El padre en cambio apunta la mirada fuera del cuadro, hacia el espectador. La mirada tierna de la hermana, su sonrisa leonardesca, acompaña la actitud confiada del hermano, consciente de representar la continuidad dinástica.
El espacio está delimitado por tres troncos de árbol, unidos por una tela roja, sobre un fondo de paisaje a la flamenca, difuminado en celeste. Un tronco está partido y alude a la caducidad de la vida. En la parte inferior de la obra se notan espacios inacabados, probablemente debido a la salida de Sofonisba Anguissola para España, en 1559.
El rostro de Minerva adopta reminiscencias leonardescas y delicadas son las veladuras sobre todos los rostros. En el Retrato de la familia Anguissola Sofonisba describe una vida familiar intensa y armónica y crea un diálogo entre el lienzo y el observador.